# Kamajokk (naturreservat)
Kamajokk är ett naturreservat i Jokkmokks kommun i Norrbottens län. Reservatet omfattar huvudsakligen selet i den övre delen av Kamajokk med omgivande myr- och skogsmarker. Reservatet bildades 2007.